# Gorontalo (oraș)
Gorontalo este un oraș din Indonezia.